# Precisionismo

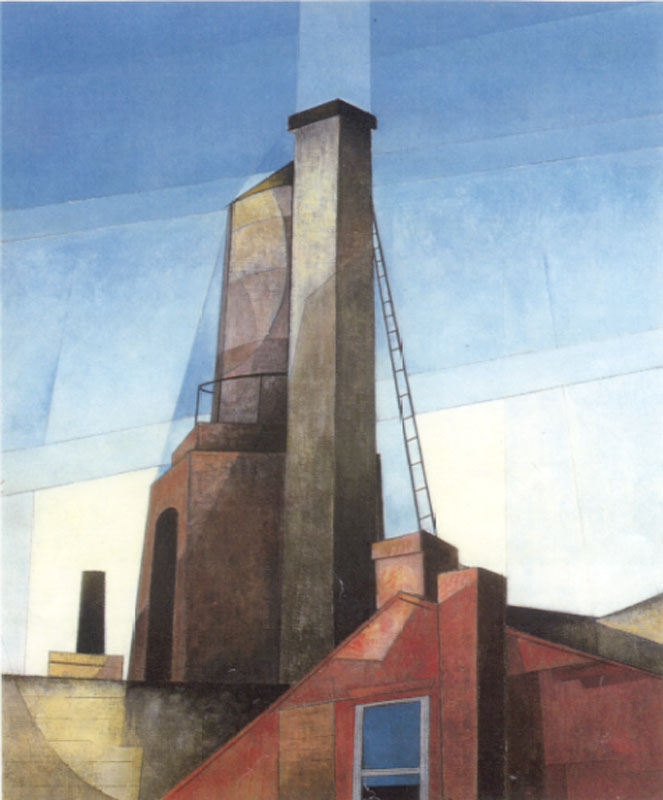
Aucassin and Nicolette de Charles Demuth, óleo sobre tela, 1921

Precisionsmo (em inglês Precisionism) foi um movimento artístico com origem nos Estados Unidos, na década de 1920, criado pelos artistas Charles Demuth, Georgia O'Keeffe, e Charles Sheeler. Este estilo de pintura, com influências no Cubismo, Futurismo e Orfismo, é marcado pela precisão e simplicidade das linhas nos cenários arquitectónicos industriais e urbanos desprovidos de actividade humana. Este estilo, característico dos pintores norte-americanos de paisagens, arranha-céus, pontes e fábricas, também é designado por "Realismo-cubista." O termo Precisionism terá sido referido pela primeira vez, em 1927, pelo director do Museu de Arte Moderna Alfred H. Barr. Os artistas que pintavam com este estilo também eram chamados de Immaculates (Imaculados), que era um termo mais utilizado naquele período..
Ao contrário de outros movimentos artísticos que criavam um manifesto conjunto, e que faziam parte de uma escola, os "precisionistas" não tinham um programa formal, nem ligação entre eles; apenas o seu estilo era semelhante No entanto, era comum que vários deles tivessem os seus quadros expostos em simultâneo na mesma galeria ou evento artístico.

## Galeria

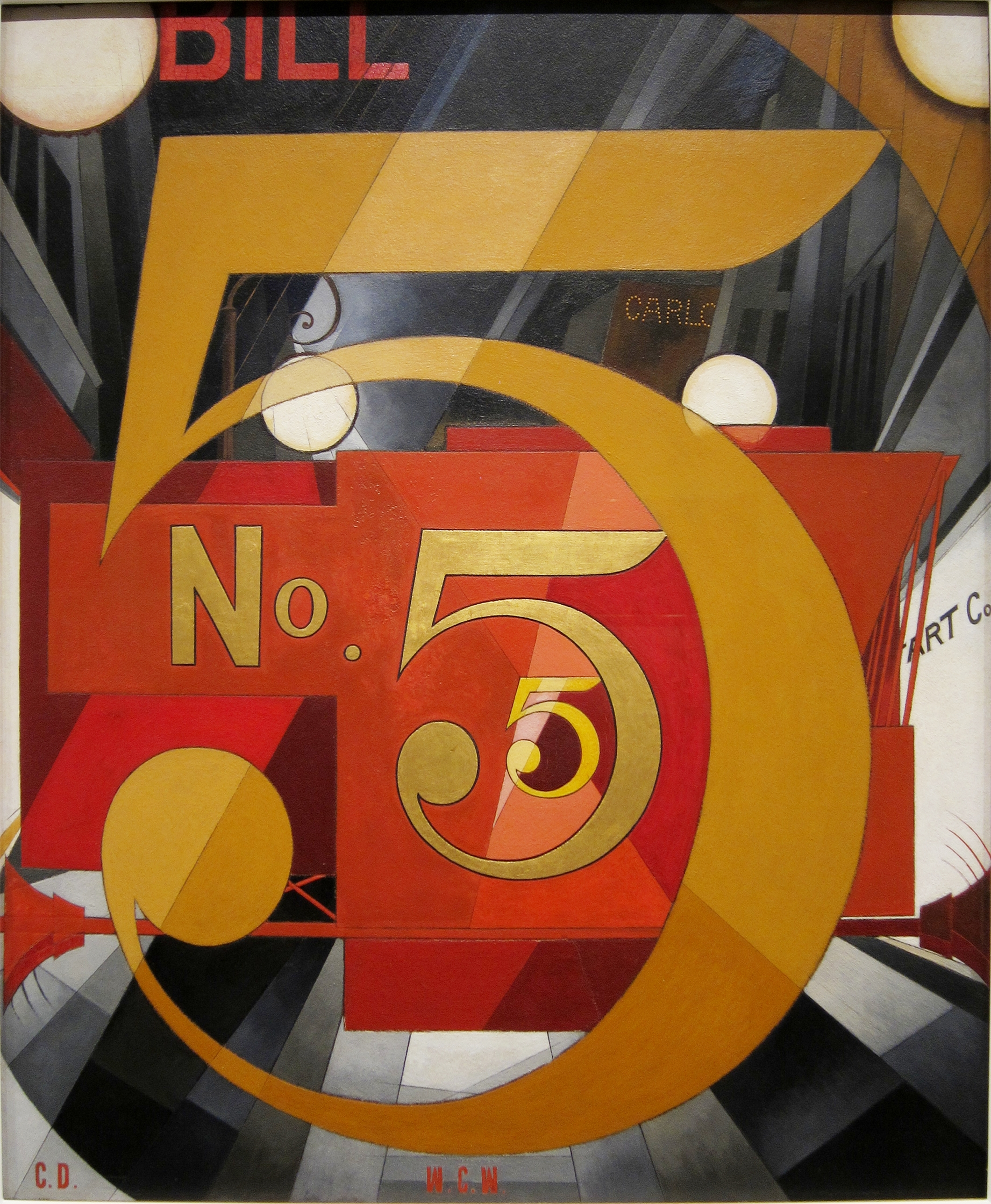
Charles Demuth, I Saw the Figure 5 in Gold, 1928, MOMA
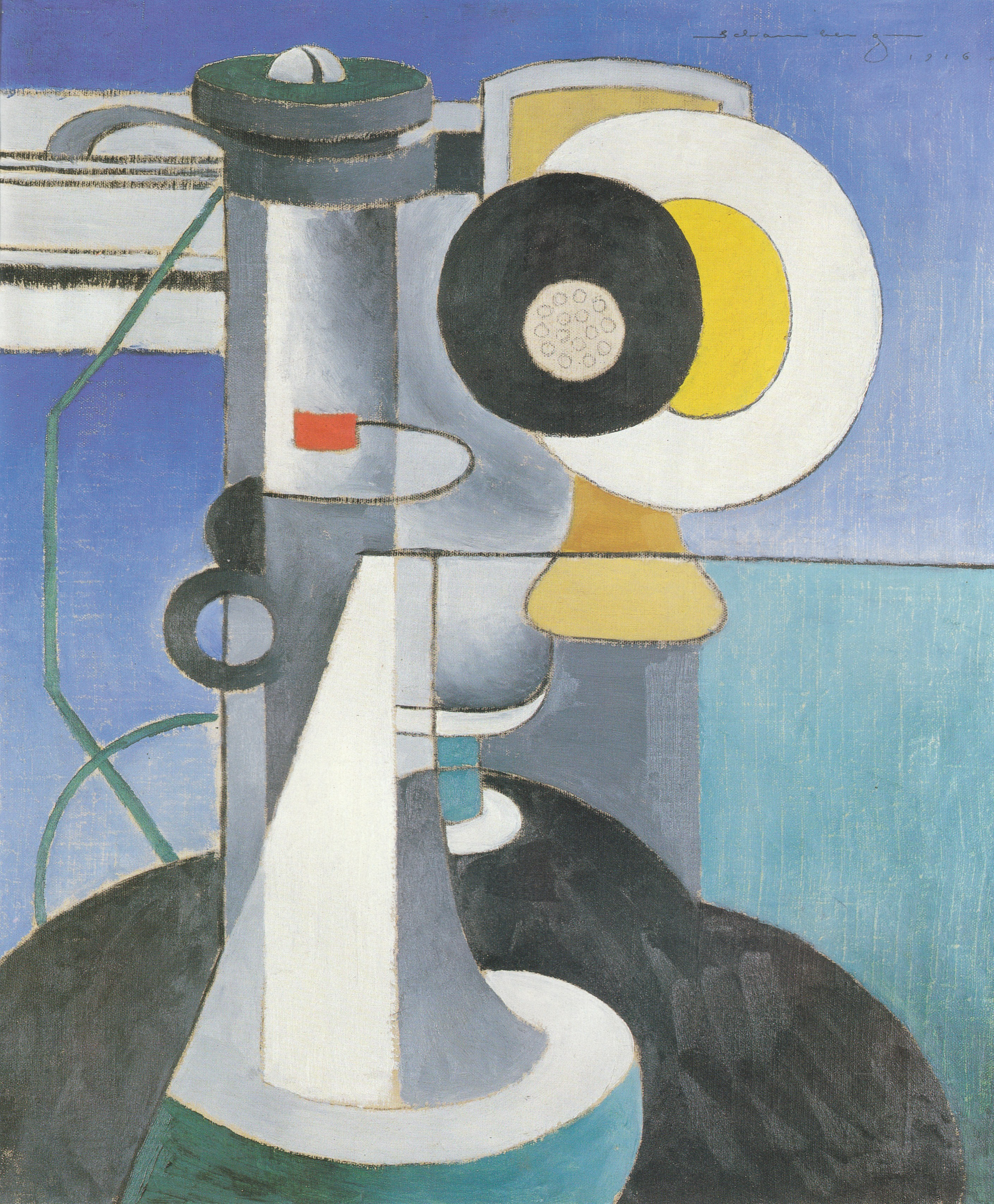
Morton Schamberg, Telephone, 1916,  óleo sobre tela, Columbus Museum of Art.
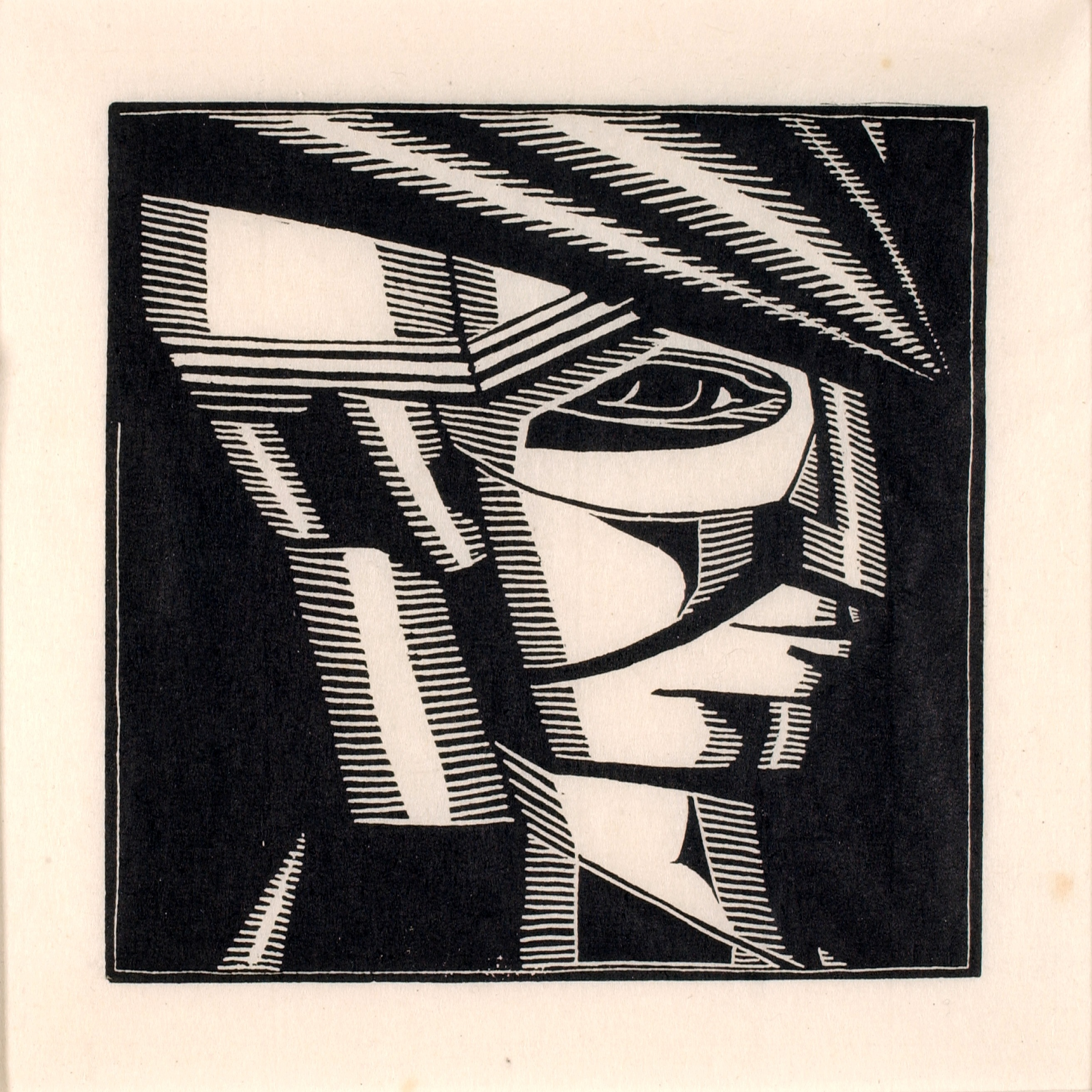
John Storrs, Profile Head with Cap, c. 1918, impressão sobre papel Smithsonian American Art Museum
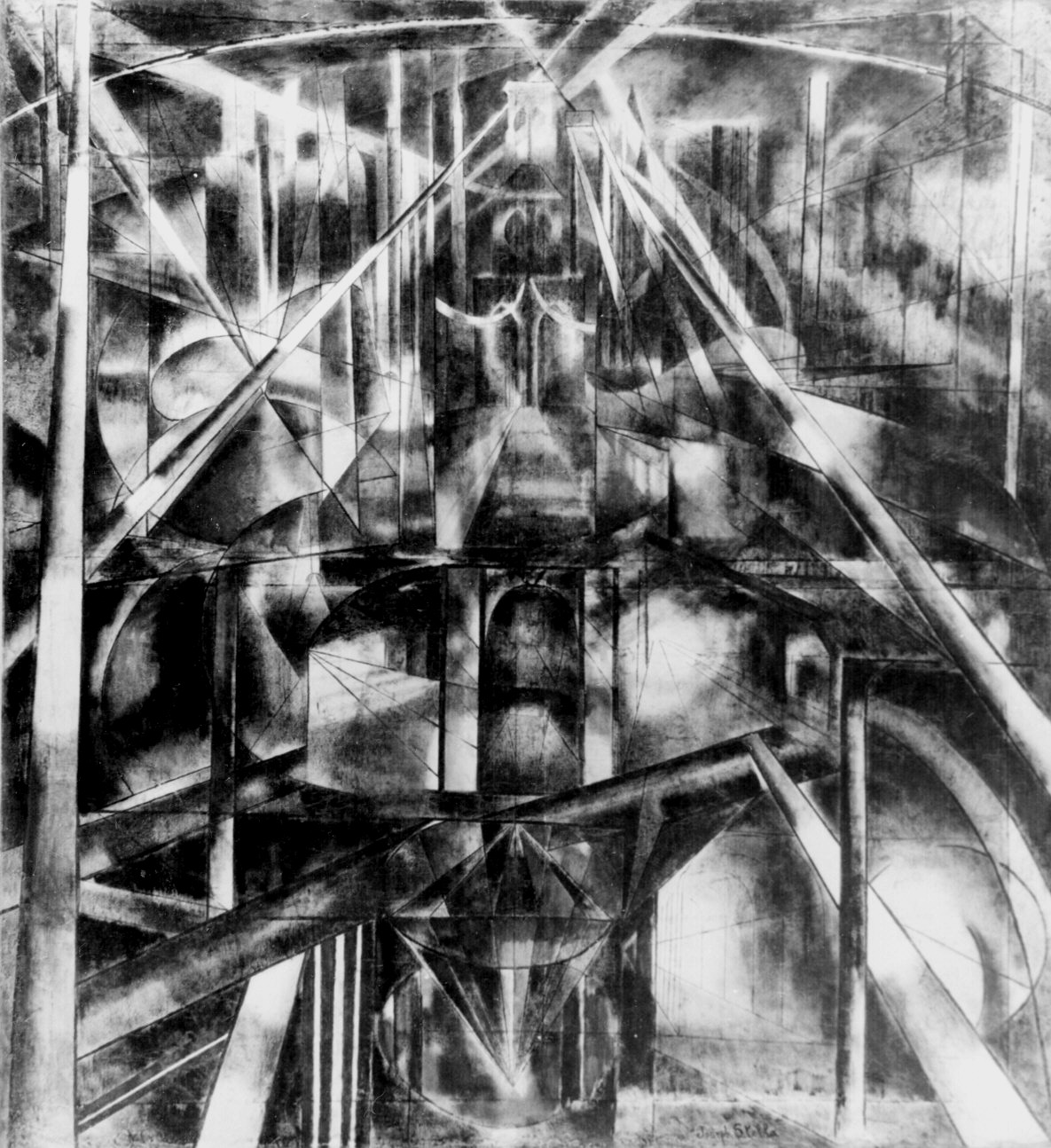
Joseph Stella, Brooklyn Bridge, 1919–1920, Yale University Art Gallery
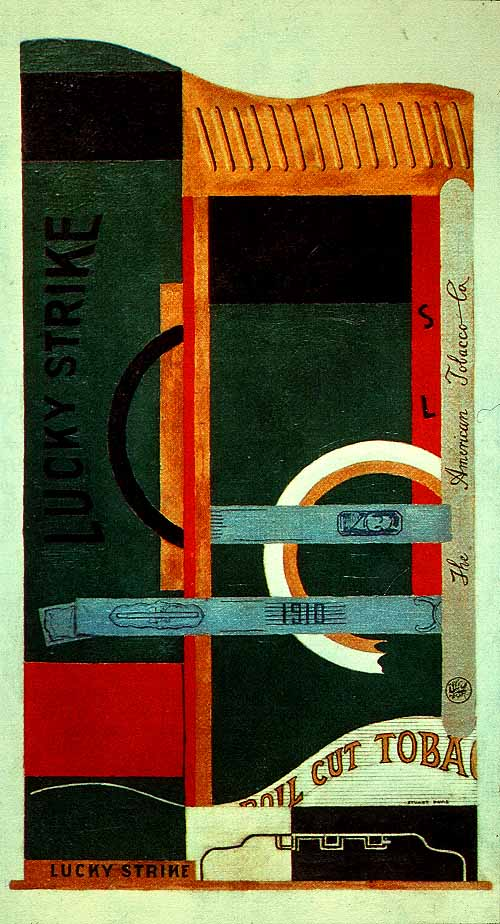
Stuart Davis, Lucky Strike, 1921, óleo sobre tela, MOMA Nova Iorque
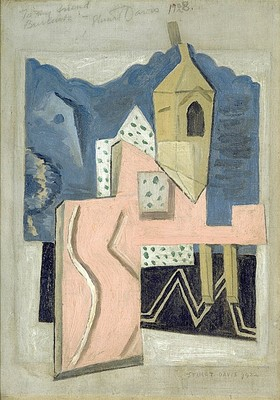
Stuart Davis, Steeple and Street, 1922, Hirshhorn Museum and Sculpture Garden, Washington, D.C.
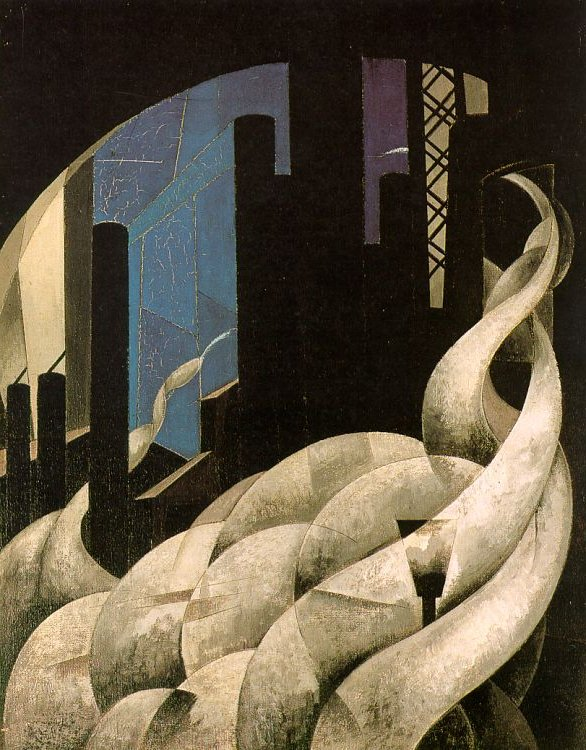
Charles Demuth, Incense of a New Church (1921)
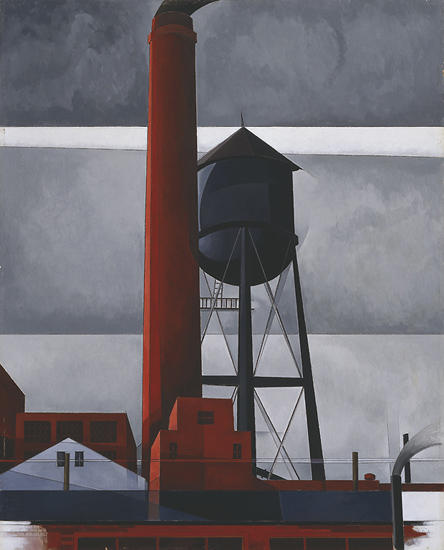
Charles Demuth, Chimney and Watertower, óleo sobre tela, 1931, Amon Carter Museum, Fort Worth
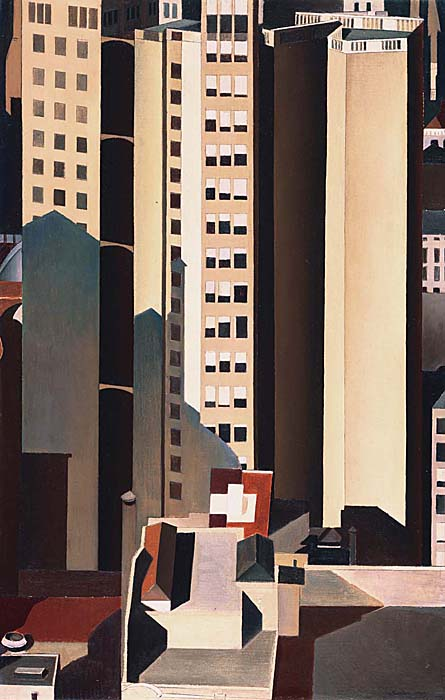
Charles Sheeler, Skyscrapers (1922)